# MQ–8 Fire Scout
Az MQ-8 Fire Scout egy, az amerikai Northrop Grumman repülőgép- és fegyvergyártó cég által gyártott robothelikopter, melyet az Amerikai Egyesült Államok hadereje (elsősorban a haditengerészet) alkalmaz. Elsődleges szerepkörei a felderítés, légitámogatás és precíziós csapásmérés.

## Tervezése és kialakítása
Az MQ-8 kialakítása az RQ-2 Pioneer pilóta nélküli repülőgép hadrendből történő kivonása után kezdődött meg. A haditengerészet új követelményei egy olyan pilóta nélküli repülőszerkezet kialakítását igényelték, amely képes vertikális felszállásra és leszállásra, képes szállítani 90 kg-ot 200 km-es távolságon, valamint képes leszállni hajóra akár 46 km/h-s szélben is. 
A kiírt pályázat nyertese a Northrop Grumman cég által tervezett prototípus lett, mely az RQ-8A Fire Scout nevet kapta. A prototípus 2000 januárjában repült először. Irányító rendszerét az RQ–4 Global Hawk alapján fejlesztették ki, ennek következtében a helikopter irányíthatóvá vált akár egy Humwee-ből is.
Habár az új fegyver megfelelt az elvárásoknak, a haditengerészet 2001 decemberében pénzügyi okok miatt beszüntette a program finanszírozását. A helikopter fejlesztése azonban tovább folytatódott és 2002-ben hadrendbe állították az első, MQ-8 kódnévre átkeresztelt helikoptereket. Ezeket kezdetben kizárólag felderítésre és harctéri szállításra alkalmazták, majd később AGM–114 Hellfire rakétával és GBU-44/B Viper Strike precíziós bombával felszerelve légitámogatásra is felhasználták.

## Bevetési története

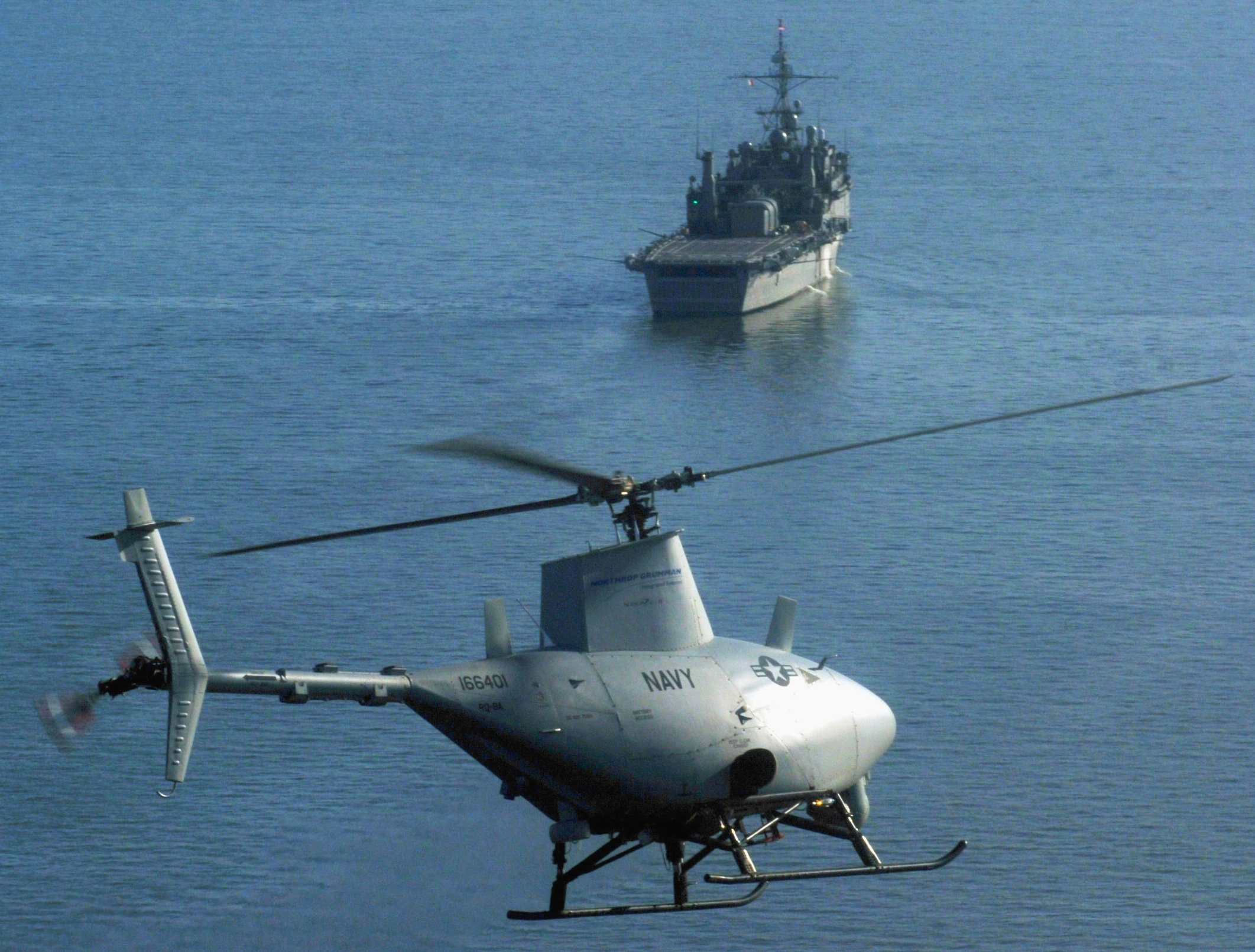
Egy Fire Scout leszálláshoz készül a USS Nashville fedélzetére

2006 januárjában az első Fire Scout sikeres leszállást hajtott végre a USS Nashville teherhajó fedélzetére, ez volt az első alkalom, hogy egy robothelikopter sikeres leszállást hajtott végre egy mozgó hajó fedélzetén.
Az Egyesült Államok haditengerészete 2011 májusában alkalmazta először a robothelikoptert harci körülmények között, Afganisztánban, később bevetették őket Líbiában (az első líbiai polgárháború idején) és Szomáliában, a helyi kalózok ellen. 2011 júniusában líbiai katonák lelőttek egy Fire Scoutot Zintán környékén, ez volt a fegyvertípus első (és napjainkig egyetlen) vesztesége.